# Filippo II di Macedonia
 (in greco antico: Φίλιππος ὁ Μακεδών?; Pella, 382 a.C. – Aigai, 336 a.C.) è stato il diciottesimo re di Macedonia dal 360 a.C. al 336 a.C., ed era padre di Alessandro Magno e di Filippo III di Macedonia.
È conosciuto anche per aver conquistato militarmente la Grecia nel 338 a.C., con la vittoria nella battaglia di Cheronea, per unire tutti i greci contro la Persia.

## Gioventù
Filippo nacque a Pella, capitale dello stato macedone, nel 382 a.C., figlio minore di re Aminta III e della regina Euridice. Durante la sua gioventù i re Alessandro II e Perdicca III fallirono nel loro tentativo di sedare le rivolte degli stati vassalli della Macedonia e non riuscirono a fermare del tutto le invasioni degli Illiri provenienti da nord-est. Della sua infanzia nulla è noto, salvo il fatto che il parto fu assai difficile e che, non potendo svezzarlo la madre Euridice, fu affidato ad una balia.

## Ostaggio
Alla morte di Aminta nel 370, gli era succeduto sul trono il fratello Alessandro II. Durante il regno di Alessandro, Filippo visse per un periodo come ostaggio degli Illiri, a seguito di un trattato che prevedeva uno scambio di ostaggi temporaneo. Successivamente, fu fatto ostaggio dai Tebani: questo periodo della sua giovinezza fu il più importante nella sua educazione.
Tuttavia tale vicenda è controversa e diversamente testimoniata da varie fonti: 
- Diodoro scrive che furono gli stessi Illiri a consegnarlo come ostaggio ai Tebani, presso i quali Filippo passò ben dieci anni della sua esistenza soggiornando nella casa paterna di Epaminonda[4]. Vicino a questa affermazione, un altro passo di Diodoro[5] riporta che Filippo fu uno di quegli ostaggi consegnati, nel 368 a.C., a Pelopida da Alessandro II e Tolomeo di Aloro (e non dagli Illiri): Plutarco avallò questa seconda ipotesi[6].
- Giustino scrive, invece, che Filippo visse al fianco di Pelopida ed Epaminonda solamente tre anni[7]. Come secondo Diodoro, egli fu prima preso in ostaggio dagli Illiri per suggellare la tregua tra questo popolo e lo stesso regno di Macedonia, per essere poi ceduto ai Tebani. L'assassinio di Perdicca III gli permise di rientrare in patria, diventare tutore del figlio di Perdicca III, Aminta IV, che a quel tempo era ancora bambino, per poi assurgere al potere come re di Macedonia[8].
- Secondo Eschine, dopo l'assassinio di Alessandro II, Filippo si trovava in Macedonia assieme al fratello Perdicca III. La madre Euridice li presentò al generale ateniese Ificrate al fine di ottenere la sua protezione da Tolomeo di Aloro[9].
- L'insigne storico gallese Connop Thirwall ha affermato che Pelopida, a seguito dell'alleanza tra Euridice e Ificrate, marciò una seconda volta sulla Macedonia, ove riuscì a garantire un accordo di compromesso: Tolomeo avrebbe mantenuto sul trono Perdicca III o avrebbe perso l'appoggio tebano, mentre Filippo sarebbe andato come ostaggio a Tebe[10].

## Esilio a Tebe (368-365 a.C.)
A Tebe Filippo visse per tre anni, riuscendo ad apprendere quanto più gli interessava: la lingua, i costumi, la politica e, soprattutto, le tattiche militari. Secondo alcuni autori, tra questi Diodoro, Filippo fuggì in Macedonia nel 360/359 a.C., quando Perdicca III morì in battaglia contro gli Illiri; Speusippo, al contrario, afferma che Platone, con la mediazione di Eufraneo di Oreo, aveva convinto Perdicca III ad investire il fratello minore del governo di Elimea, un principato in Macedonia.
Giunto ad Elimea, Filippo dovette reprimere la rivolta di un certo Derda che, schierato contro Perdicca, si era proclamato re: Filippo addestrò un esercito di mille uomini, sconfisse Derda in battaglia e conquistò la regione.

## Reggente per conto di Aminta IV
Alla morte di Perdicca durante una campagna contro gli Illiri, nel 360, Filippo prese il potere come tutore del nipote Aminta IV, ancora minorenne, in una situazione estremamente precaria, poiché dovette fronteggiare tre pretendenti al trono: Pausania, Archelao (figlio di Aminta III) e Argeo (da non confondere con i re macedoni omonimi).
Oltre a problemi politici interni, gli Illiri, galvanizzati dalla morte di Perdicca, si preparavano all'assalto finale, mentre i Peoni continuavano a saccheggiare le province settentrionali, Atene e Tebe intrigavano per conquistare le città costiere, tra tutte Anfipoli, appoggiandosi all'usurpatore ribelle Argeo, e il re dei Traci Berisade appoggiava la presa del potere di Pausania.

## Ascesa al trono (359 a.C.) e prime opere

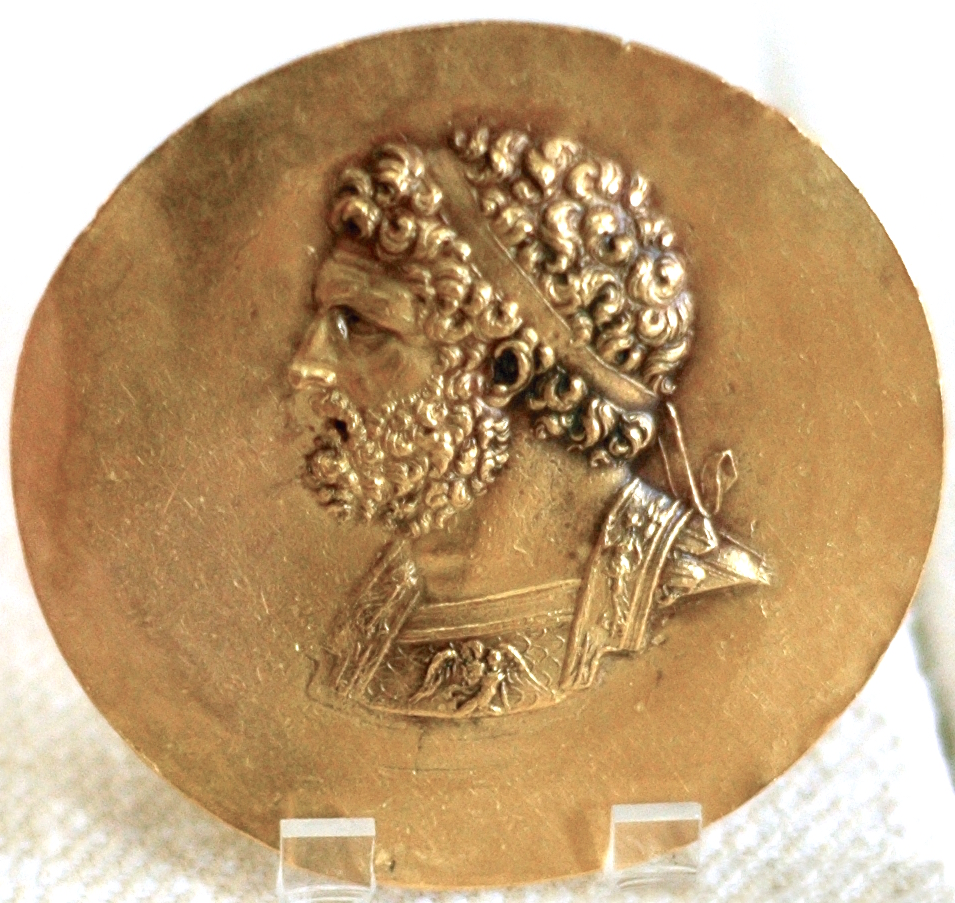
Medaglione raffigurante Filippo II, prodotto sotto Alessandro Severo.

Il regno macedone alla morte di Filippo.

Appena salito al potere avviò una profonda riorganizzazione dell'esercito e dello stato; a lui è dovuta tra l'altro la famosa falange macedone, punta di diamante del suo esercito. Nel frattempo si liberò dei nemici alle frontiere della Macedonia e dei pretendenti:
- Contro gli Illiri, i Peoni e i Traci: Filippo ebbe tempo per concentrarsi sulla guerra contro di loro. I primi li sconfisse in una battaglia presso Monastir[14][15]; i secondi furono trattenuti da ogni loro mira espansionistica con il versamento di una grande somma di denaro; gli ultimi, sempre attraverso un versamento pecuniario, furono indotti ad assassinare il pretendente al trono Pausania; infine Filippo riuscì a far assassinare anche Archelao[11]. L'ultimo pretendente, Argeo, al comando di tremila soldati ateniesi cercò di far ribellare Ege: fallito il tentativo fu costretto alla fuga.
- Patto con Atene: Contemporaneamente, una pace con Atene gli permise di assicurare a sé il dominio di Pidna (che, al tempo, faceva parte della Seconda Lega Delio-Attica) in cambio della cessione di Anfipoli[11][16].

La sua politica lo spinse a segregare gli esuli e i prigionieri di guerra a Crenide, città dei Tasii, nel nord dell'Egeo, che fu rinominata dallo stesso sovrano: Filippi. Nel 357 a.C. Filippo sposò Myrtale, detta poi Olimpiade, figlia del defunto re dei Molossi Neottolemo I, conciliandosi allo stesso tempo con questo popolo. Filippo partecipò come atleta ai giochi olimpiaci e vinse nella corsa dei cavalli del 356 a.C., nella quadriga del 352 a.C. e nella biga del 348 a.C.

## Guerra in Tessaglia (357 a.C.)
Il re fu coinvolto negli affari di Tessaglia dalla richiesta di soccorsi dagli Alevadi ("partito" oligarchico) per fronteggiare Tebe, la moglie del tiranno Alessandro di Fere.
Poco dopo (nel 355/4 a.C.), durante l'assedio di Metone (in Pieria), Filippo fu ferito all'occhio e perse la capacità di vedere da questo. Gli Alevadi lo richiamarono ed egli scacciò il nuovo tiranno di Fere, Licofrone; ma l'esercito inviatogli in aiuto dagli alleati focesi attaccò il sovrano di sorpresa e l'eccidio dei macedoni causò la defezione delle unità rimanenti. Ma Filippo, non scoraggiatosi, arruolò in Tessaglia circa ventimila unità e sconfisse definitivamente Onomarco, comandante dei Focesi, oltre che ad assicurarsi il dominio della regione.
Come segno di minaccia e provocazione verso la Grecia, il re allestì un esercito per passare le Termopili, ma fu fermato e costretto alla ritirata in prossimità del passo.

## Guerra contro Olinto (349-348 a.C.)
Atene era nel frattempo entrata in guerra (357 a.C.). Filippo sfruttò abilmente questa situazione, e, alla richiesta della restituzione di Anfipoli da parte della stessa Atene, egli acconsentì, ma volle in cambio ottenere la supremazia su Pidna: le clausole non piacquero e la guerra fu inevitabile. Il sovrano strinse un accordo con Olinto, per mezzo del quale permise alla città di unirsi a Potidea. Coperte ormai le spalle, si diresse a nord di Anfipoli, per conquistare le miniere auree del monte Pangeo: gli introiti derivati ammontarono a più di mille talenti.
Cinque anni più tardi, Filippo dichiarò guerra alla lega calcidica (e a Olinto in particolare, visto che ne era a capo) perché essa aveva favorito e dato sostegno a un pretendente al trono, che minacciava la stabilità del potere reale. Atene si accorse tardi della pericolosità rappresentata da questa dichiarazione di guerra, ma non fece niente di serio per impedire l'avanzata del re (mandò solo tre spedizioni contro la polis, una delle quali arrivò persino dopo la sua caduta). Olinto si arrese nel 348 a.C. e fu infine rasa al suolo nel 343 a.C..
L'occasione sarebbe stata proficua se Filippo avesse agito sùbito guidando il suo esercito alle porte della Grecia, ma, memore della sconfitta delle Termopili (che in realtà non fu un vero e proprio tentativo di invasione), preferì aspettare e vagliare accuratamente le occasioni future.

## Guerra sacra (356-346 a.C.)
Intervenne successivamente nella Terza guerra sacra, scoppiata nel 356 tra le città greche, che si concluse con la pace di Filocrate nel 346, con la quale la Macedonia acquisì una posizione di forza in Grecia. Infatti, Filippo II acquisì due voti all'interno dell'Anfizionia delfica (guadagnandosi anche il predominio), sottraendoli ai Focesi, sconfitti nella guerra sacra.

## In Grecia
Nel 343 concluse un trattato di alleanza con la Persia, con il quale questa rinunciò ad interferire nei territori europei. Nel 340, Filippo assediò Perinto, e l'anno successivo Bisanzio; il fallimento di entrambi gli assedi compromise la sua posizione in Grecia. Sotto la guida di Demostene, la città di Atene, a cui si aggiunse poi Tebe, ne approfittò per ribellarsi all'egemonia macedone, ma l'alleanza fu sconfitta nella battaglia di Cheronea nel 338.
Filippo si fece quindi promotore della costituzione della Lega di Corinto che riunì le città greche, tranne Sparta. La lega si alleò con la Macedonia e Filippo venne nominato comandante supremo del suo esercito. Con un pretesto, nel 336 un primo corpo di spedizione venne inviato in Asia Minore, sotto la guida dei generali Parmenione ed Attalo, con lo scopo di preparare il terreno per la lotta contro la Persia.

## Morte
Filippo aveva recentemente divorziato dalla terza moglie Olimpiade, madre del figlio Alessandro, con cui per questo motivo venne a contrasto.

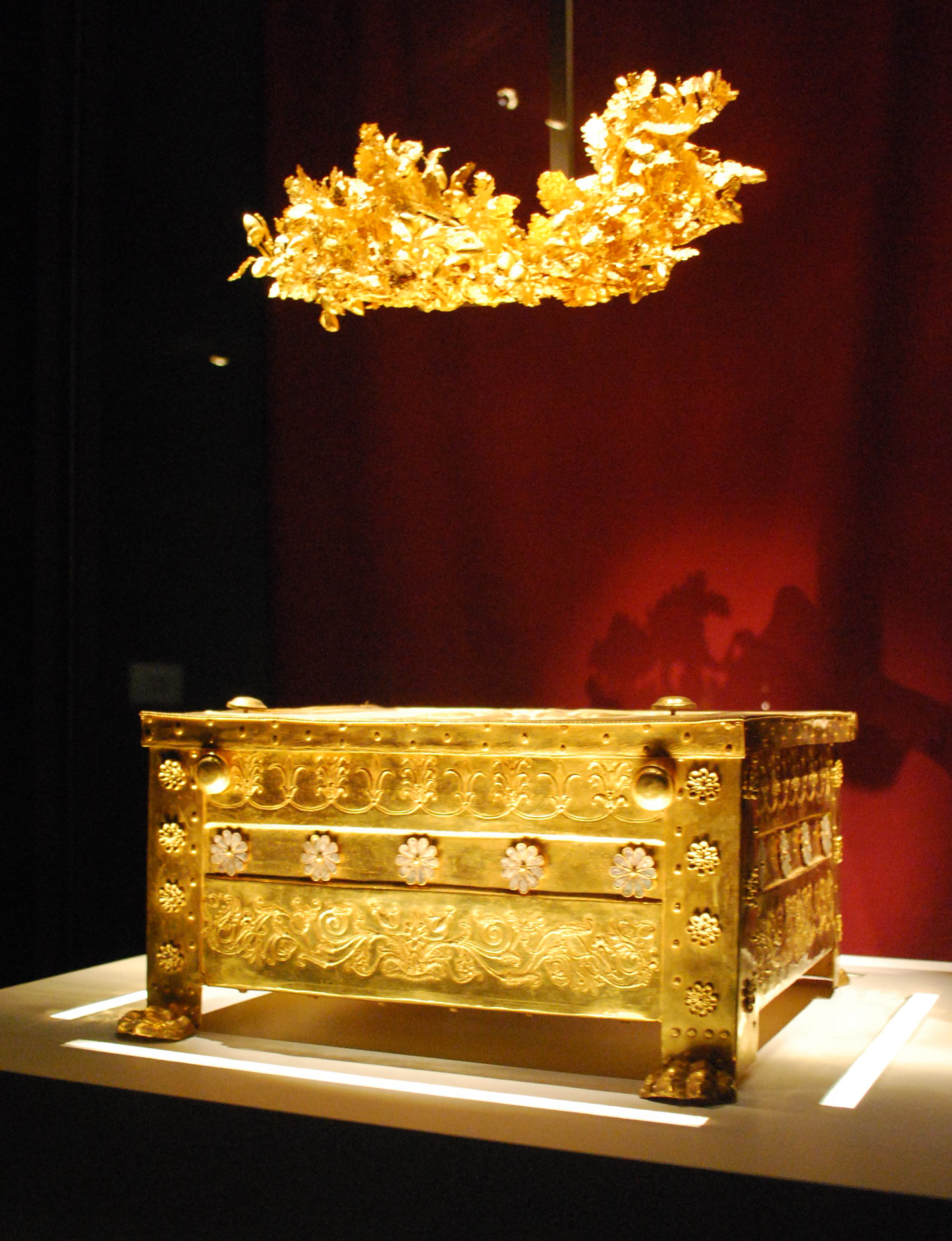
La ghirlanda funebre e l'urna d'oro ("larnax", decorata con il Sole di Verghina a sedici raggi), già contenente le ossa del sovrano. Dalla tomba attribuita a Filippo II, precedentemente esposta al Museo Archeologico di Tessalonica, si trova ora nel Museo del Grande Tumulo a Verghina, nel sito del ritrovamento.

Poligamo, sposò Meda di Odessa e Cleopatra Euridice, nipote di Attalo, cosa che suscitò discordia con Alessandro il quale fu brevemente esiliato.
A Ege, l'antica capitale, durante il banchetto per le nozze della figlia Cleopatra (sorella di Alessandro) con il fratello di Olimpiade, suo zio Alessandro I d'Epiro (voluto per la riappacificazione con il figlio), Filippo fu assassinato da un ufficiale delle proprie guardie del corpo, Pausania di Orestide che, secondo le indagini portate avanti da Aristotele, aveva ucciso Filippo poiché era coinvolto in un'intricata serie di amori omosessuali. Secondo Aristotele l'assassinio fu ordinato da un potente santuario greco che vedeva male l'influenza di Filippo sui santuari. 
Altri pensano si trattasse di una congiura organizzata dalla moglie Olimpiade, recentemente ripudiata. La donna temeva che gli altri figli di Filippo, nati dalle successive mogli, potessero rubare il trono al giovane figlio Alessandro.

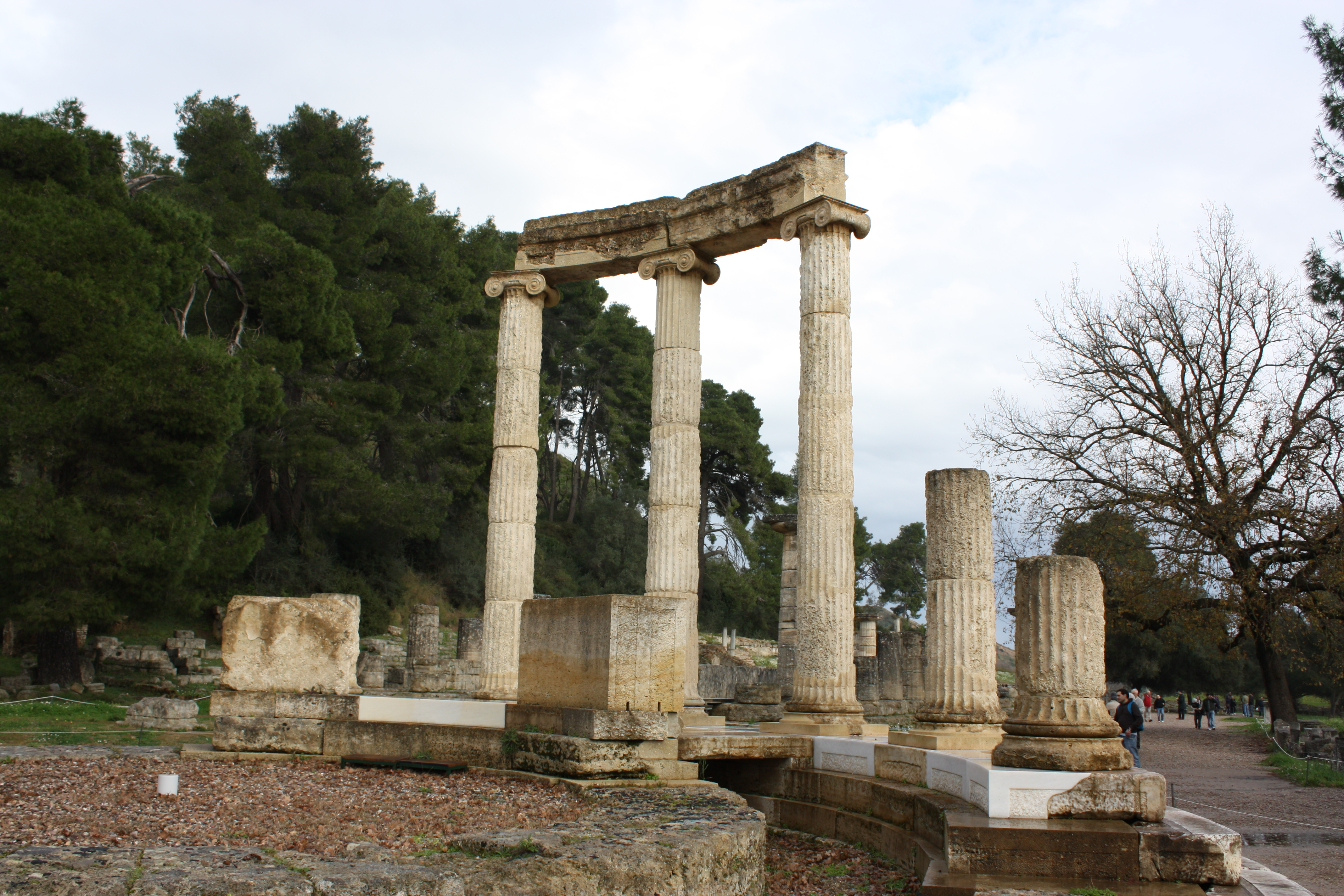
Resti del monumento a Filippo (Philippeion) a Olimpia.

Il figlio Alessandro Magno curò le esequie e seppellì il padre presso la capitale, in una tomba a tholos sotterranea, con un ricco corredo funebre. La tomba reale di Filippo II è rimasta inviolata fino alla sua scoperta in epoca moderna. Quando Alessandro salì al trono realizzò l'invasione e la conquista della Persia che Filippo aveva pianificato.

## Figli
- Carano (360 ca - 336): figlio della prima moglie di Filippo, la giovane aristocratica Fila. Fatto uccidere da Alessandro con il pretesto del suo coinvolgimento nella congiura che aveva posto fine alla vita del padre;
- Cynane o Cinnane (359 ca - 323): figlia di Audata principessa degli Illiri: madre a sua volta di Euridice, ambiziosa moglie di Filippo III;
- Arrideo (358 - 317) (futuro re Filippo III di Macedonia): figlio dell'amante Filinna, era disabile mentale;
- Alessandro Magno (356 - 323) e Cleopatra (354 - 308): figli della terza moglie Olimpiade;
- Tessalonica (o Tessalonice) (343 - 295) figlia dell'amante Nicesipoli di Fere;
- Europa (337 - 336): figlia dell'ultima moglie, Euridice, entrambe fatte uccidere da Olimpiade. Alcune fonti suggeriscono che dal matrimonio con Euridice, Filippo abbia avuto anche un maschio, Carano, ma non è una notizia sicura.

Da notare che, nell'ambito della successione a Filippo II e delle lotte di potere fra i Diadochi, tutti costoro perirono di morte violenta: fa eccezione proprio Alessandro, probabilmente morto di febbri malariche o tifoidee anche se non mancano congetture di avvelenamento.
Nel 339 Filippo si sposò con la principessa Meda, figlia di Kothelàs re dei Geti: ovviamente un'alleanza politica. Non risultano figli da questo matrimonio.
La discendenza maschile di Filippo si estinse con l'omicidio dei figli di Alessandro Magno, Eracle e Alessandro IV da parte di Cassandro, mentre continuò per un periodo in linea femminile tramite Tessalonica, moglie dello stesso Cassandro e madre di tre re macedoni della dinastia antipatride.
Infine i contemporanei del re consideravano suo figlio anche Tolomeo (nato intorno al 367), collaboratore e intimo amico di Alessandro nonché futuro iniziatore (305) della monarchia d'Egitto con il nome di Tolomeo I Sotere. Sua madre, Arsinoe di Macedonia, era stata infatti concubina del giovanissimo Filippo; era stata poi data in sposa al nobile macedone Lago, secondo la pubblica voce già incinta di Tolomeo. Il sovrano morì anche lui di morte naturale, in tarda età (283), come faraone d'Egitto e diede inizio alla dinastia dei Tolomei o Lagidi.